# サンアントニオ・ミッションズ
サンアントニオ・ミッションズ（San Antonio Missions）は、アメリカ合衆国テキサス州サンアントニオを本拠地とするマイナーリーグの野球チーム。MLBのサンディエゴ・パドレス傘下AA級チームで、テキサスリーグに所属している。本拠地球場はネルソン・W・ウォルフ・ミュニシパル・スタジアム。
「ミッションズ」という名前は、サンアントニオ伝統の球団名であり、本拠地球場近くに建つアラモ伝道所が由来である。

## 歴史
1901年にパシフィック・ノースウェスト・リーグに参加したポートランド・ウェブフッツというチームが起源とされる。1903年よりパシフィックコーストリーグに加盟した。
その後、カリフォルニア州サクラメント（セネターズ、ソロンズ）、ハワイ州ホノルルを本拠地とするハワイ・アイランダーズへの改称を経て1988年からはコロラド州コロラドスプリングスへ移転してコロラドスプリングス・スカイソックスと名乗る。
コロラドスプリングス移転30年目のシーズンとなった2017年6月、2019年シーズンよりAAA級の球団としてサンアントニオ・ミッションズの名称でテキサス州サンアントニオへ移転することが発表された。なお、これに伴い、すでに存在していた同名でテキサスリーグ所属のAA級球団は、同じテキサス州アマリロへの移転及び新ニックネームのコンテスト開催の運びとなり、後にアマリロ・ソッドプードルズへ改称した。

## 過去の主な所属選手

### ハワイ・アイランダーズ時代
- ジェイ・ウォード
- ルー・ジャクソン
- ウィンストン・リーナス
- ボブ・チャンス
- フレッド・バレンタイン
- フランク・コギンス
- ジャービス・テータム
- ジョニー・ワーハス
- クリート・ボイヤー
- ジョン・シピン
- ジム・ヒックス
- テリー・レイ
- デーブ・ヒルトン
- ジョン・スコット
- ブレント・ストローム
- ジョー・ペピトーン
- エイドリアン・ギャレット
- ボビー・バレンタイン
- マイク・デュプリー
- ボブ・オーチンコ
- フランク・オーテンジオ
- サム・パラーゾ
- フレッド・クハウルア
- ポール・デード
- リック・ランセロッティ
- トニー・グウィン
- マリオ・メンドーサ
- ジョー・シャボニュー
- デニー・ゴンザレス
- ベニー・ディステファーノ
- リック・レンテリア
- リック・ラッシェル
- リー・タネル
- バリー・ボンズ
- マイク・ブラウン (外野手)
- デレク・タツノ
- レイ・シーレイジ
- ボビー・シグペン

### コロラドスプリングス・スカイソックス時代
- テリー・フランコーナ
- ロッド・アレン
- ジェイ・ベル
- ルイス・メディーナ
- マイク・ブラウン (投手)
- マイク・ヤング
- タイ・ゲイニー
- デーブ・ヘンゲル
- ロッド・ニコルズ
- マーク・マクレモア
- カルロス・バイエガ
- アルバート・ベル
- ターナー・ウォード
- ジェフ・マント
- トロイ・ニール
- マーティ・ブラウン
- ルイス・ロペス (1964年生の内野手)
- サンディー・アロマー・ジュニア
- レジー・ジェファーソン
- ジム・トーミ
- ダグ・ジョーンズ
- マイク・バークベック
- デニス・ブーシェ
- クレイグ・ワーシントン
- ジェリー・ディポート
- ネルソン・リリアーノ
- ジョー・ジラルディ
- エリック・ウェッジ
- ジム・テータム
- ブラッド・オースマス
- ペドロ・カステヤーノ
- ブルース・ハースト
- エリス・バークス
- ビニー・カスティーヤ
- タイラー・バンバークレオ
- マイク・ハーキー
- ロドニー・ペドラザ
- フランク・ボーリック
- ネイフィ・ペレス
- ダリル・スコット
- フアン・アセベド
- ボビー・ジョーンズ (左投手)
- ハービー・プリアム
- クレイグ・カウンセル
- エンジェル・エチェバリア
- ドウェイン・ヘンリー
- ジェイミー・ライト
- ジョン・バンダーウォール
- ジェフ・バリー
- トッド・ヘルトン
- エドガルド・クレメンテ
- ネイサン・ミンチー
- シャーマン・オバンドー
- デリック・ホワイト
- マイク・クールボー
- デビッド・コルテス
- ヘンリー・ブランコ
- ロベルト・ラミレス
- リゴ・ベルトラン
- ピート・ウォーカー
- アロンゾ・パウエル
- スコット・サーバイス
- フィル・ハイアット
- スコット・ブレット
- ジェイソン・ハートキー
- クリス・レイサム
- スコット・マクレーン
- フアン・ピエール
- ジョシュ・バード
- アーロン・スモール
- ケビン・ジャービス
- ジョバンニ・カラーラ
- メルビン・ニエベス
- ブルックス・キーシュニック
- ホセ・オルティーズ
- クリフ・ブランボー
- フアン・ウリーベ
- キップ・グロス
- ショーン・バーグマン
- ショーン・チャコーン
- ジェイソン・ジェニングス
- ホセ・ギーエン
- ボー・ポーター
- ベニー・アグバヤニ
- アダム・メルヒューズ
- ジャック・カスト
- マット・ホワイトサイド
- クリス・ホルト
- アーロン・クック
- グレッグ・ボーン
- トム・エバンス
- ロニー・ベリアード
- ゲイブ・キャプラー
- クリント・バームス
- ギャレット・アトキンス
- デニー・ネーグル
- クリス・ドネルス
- アンソニー・サンダース
- アンディ・トレーシー
- マット・ホリデイ
- ブラッド・ホープ
- マーク・クルーン
- ヘクター・アルモンテ
- トラビス・ドリスキル
- ルイス・マルティネス (投手)
- 曹錦輝
- ジェフ・フランシス
- クリス・ギッセル
- スコット・ドーマン
- ブライアン・ブキャナン
- トマス・デラロサ
- ジェフ・ベイカー
- マット・アンダーソン
- スコット・チャイアソン
- ランディ・ウィリアムズ
- ライアン・スパイアー
- ヨービット・トレアルバ
- ルイス・ゴンザレス (内野手)
- 松井稼頭央
- ジョシュ・ウィルソン
- クリス・アイアネッタ
- 金炳賢
- 金善宇
- ウバルド・ヒメネス
- フアン・モリーヨ
- フランク・メネキーノ
- ウィリー・タベラス
- セス・スミス
- イアン・スチュワート
- ジェイソン・ニックス
- ボビー・ケッペル
- フランクリン・モラレス
- トロイ・トゥロウィツキー
- ジョナサン・ヘレーラ
- グレンドン・ラッシュ
- キップ・ウェルズ
- マーク・レッドマン
- ビクター・ザンブラーノ
- オスカー・ビーヤリアル
- セドリック・バワーズ
- グレッグ・レイノルズ
- マット・マートン
- カルロス・ゴンザレス
- エリック・ヤング・ジュニア
- ラス・オルティーズ
- アダム・イートン (投手)
- ジョシュ・フォッグ
- マット・ベライル
- ジョーリス・チャシーン
- ジェイ・ペイトン
- ポール・ロデューカ
- ブラッド・エルドレッド
- デクスター・ファウラー
- マイケル・マッケンリー
- ホルヘ・デラロサ
- タイ・ウィギントン
- ホルヘ・カントゥ
- マイク・ジェイコブス
- チャーリー・ブラックモン
- ジョーダン・パチェコ
- ジョン・メイン
- エリック・スタルツ
- フアン・ニカシオ
- レックス・ブラザーズ
- ラモン・ヘルナンデス
- DJ・ルメイユ
- チャーリー・カルバーソン
- カルロス・トーレス
- ギレルモ・モスコーソ
- アダム・オッタビーノ
- ウィル・ハリス
- ダスティン・モルケン
- ノーラン・アレナド
- コーリー・ディッカーソン
- ラファエル・ベタンコート
- アーマンド・ガララーガ
- タイラー・チャットウッド
- ドリュー・ポメランツ
- コリン・マクヒュー
- 高橋尚成
- マイケル・カダイアー
- ジェイソン・プライディ
- ウィリン・ロサリオ
- クリス・カプアーノ
- ブーン・ローガン
- ブレット・アンダーソン
- チャド・ベティス
- マット・ドミンゲス
- エリアン・エレラ
- ジェイソン・ロジャース
- マット・クラーク
- ドミンゴ・サンタナ
- ブランドン・キンツラー
- タイラー・ソーンバーグ
- プレストン・ギルメット
- 王維中
- テイラー・ユングマン
- ブレント・スーター
- マニー・ピーニャ
- エルナン・ペレス
- キーオン・ブロクストン
- オーランド・アルシア
- ギャレット・クーパー
- ウィリー・ペラルタ
- コーリー・クネーベル
- ジュニオール・ゲラ
- エリック・ソガード
- スティーブン・ボート
- カーク・ニューエンハイス
- ルイス・ブリンソン
- ブレット・フィリップス
- マット・ガーザ
- ジョシュ・ヘイダー
- ブランドン・ウッドラフ
- ブラッド・ミラー
- 崔志萬
- マイク・ザガースキー